# Ordinatio Sacerdotalis
Ordinatio Sacerdotalis är ett apostoliskt brev (påvligt dokument), promulgerat av påve Johannes Paulus II den 22 maj 1994. Dokumentet fastslår slutligt att Romersk-katolska kyrkan inte äger rätt att förmedla prästvigningen till kvinnor.